# 埃伯斯多夫
埃贝尔斯多夫是德国下萨克森州的一个市镇。总面积28.83平方公里，总人口1032人，其中男性540人，女性492人（2011年12月31日），人口密度36人/平方公里。